# Jan Kazimierz z Oleksowa Gniewosz
Jan Kazimierz z Oleksowa Gniewosz herbu Rawicz (zm. przed 22 sierpnia 1694 roku) – podkomorzy sandomierski od 1690 roku, chorąży sandomierski w latach 1687–1690, łowczy sandomierski w latach 1680–1685, miecznik sandomierski w latach 1679–1680.
Poseł na sejm elekcyjny 1669 roku, sejm 1681 roku, sejm nadzwyczajny 1693 roku z województwa sandomierskiego.